# Харченко Ігор Іванович
І́гор Іва́нович Ха́рченко (нар. 15 жовтня 1967 — пом. 14 березня 2022) — старший лейтенант Збройних Сил України, учасник російсько-української війни, що загинув у ході російського вторгнення в Україну у 2022 році.

## Життєпис
Народився та мешкав в м. Звенигородці Черкаської області. 
Військову освіту здобув у Київському вищому загальновійськовому командному училищі.
Старший лейтенант, у 2020 році підписав контракт на проходження військової служби у 72 ОМБр. 
З початком російського вторгнення в Україну у 2022 році, в складі підрозділу, став на захист України.
Згідно з повідомленням Черкаського обласного ТЦК, зазнав важких поранень у бою поблизу міста-героя України Ірпеня на Київщині. 14 березня 2022 року в непритомному стані помер у лікувальному закладі. 
Похований у м. Звенигородці на Черкащині.
У загиблого залишилися дружина та неповнолітній син.

## Нагороди
- орден Богдана Хмельницького III ступеня (2022, посмертно) — за особисту мужність і самовіддані дії, виявлені у захисті державного суверенітету та територіальної цілісності України, вірність військовій присязі[4].